# Vitório e Marieta
Vitório e Marieta era um casal cômico que fez muito sucesso na TV, no rádio e principalmente no disco, nos anos 60. Vitório ou Comendador Vitório era interpretado por Murilo Amorim Correa, e Marieta era vivida por Maria Teresa, cujo nome completo era Maria Teresa Fróes. Ambos os humoristas já são falecidos.
Era um casal de italianos muito desastrados, mas se julgavam inteligentes. Com suas tiradas absurdas, deixavam os interlocutores incomodados. Quando este saída de cena, riam de sua "burrice". Marieta, para fechar o quadro, sempre dizia: "Por isso que te admiro você, Vitório. Não existe homem mais inteligente que você na face da Terra. Ah, Vitório, eu não sei o que seria de mim sem você. É por isso que digo e repito sempre: E VIVA O VITÓRIO!".
Nas décadas de 60 e 70, faziam muito sucesso os discos de humor, com piadas e esquetes  com humoristas famosos, que, além de muito vendidos, eram exaustivamente executados em emissoras de rádio do interior do país. Os discos de Vitório e Marieta eram os que faziam mais sucesso. 
Depois dos anos 60, o quadro chegou a ser reapresentado esporadicamente em alguns programas humorísticos na TV, nos anos 70, 80 e 90. Os últimos foram ao ar no programa "Maria Tereza Especial", apresentado pelo SBT, em 1993.
Maria Teresa Fróes tinha outros personagens de sucesso, mas os que marcaram mesmo foram Dona Marieta e, mais recentemente, Mãe Mundinha, e Dona Vamércia, a fofoqueira do programa A Praça é Nossa, do SBT.  Já  Murilo Amorim Correa, além do Seu Vitório ou Comendador Vitório, fez muito sucesso com o personagem Jacinto, o caipira da fictícia Jurumim do Ribeirão, que estava sempre procurando uma mulher com quem se casar, mas nunca encontra.  